# Alcis extinctaria
Alcis extinctaria là một loài bướm đêm trong họ Geometridae.